# 伪满洲国 (长篇小说)
《伪满洲国》，迟子建的长篇小说。

## 写作和出版
1932年到1945年，大日本帝国在中华民国东北扶持建立“满洲国”。迟子建探索这个时期的历史和事件，写出了这部长篇小说，其写作动机则是她在北京鲁迅文学院读书的时候想到的，她的历史资料书籍的来源是图书馆、旧书摊、书店，该长篇小说一共花费作者2年时间。

## 内容
全书通过一个个东北人家庭的故事讲述1932年到1945年满洲国人民的生存状况。

## 角色
- 王亭业：原本是一名教师，后成了日军细菌战实验室的被解剖对象。

- 李小梅：泼辣女人，嫁入王家。

- 王金堂：弹棉花的老人，家里有个老伴，被日军抓走当劳工，为了能生还，表面对汉奸、日军点头哈腰，背后在他们的饮食里加鼻涕、洗脚水、尿液。

- 张荣彩：老人，擅长做布鞋

- 胡二：神枪手

- 乌日楞：医生

- 吴瞎子：算命先生

- 麻枝子：大和族，女人，被王家少爷弄大肚子怀孕。

## 主题和风格
《伪满洲国》通过一群东北人在大日本帝国统治下的生存状况，讲述了：日本建立“新京”的真实目的、日本移民大和族至东北、中东铁路经营、抗联抗日14年等。